# Condé-sur-Marne
Condé-sur-Marne település Franciaországban, Marne megyében. Lakosainak száma 749 fő (2022. január 1.). Condé-sur-Marne Ambonnay, Aigny, Isse, Jâlons és Tours-sur-Marne községekkel határos.

## Népesség
A település népességének változása:
| Lakosok száma | 504  | 594  | 566  | 656  | 760  | 815  | 805  | 768  | 755  | 749  |
|               | 1968 | 1982 | 1990 | 2006 | 2013 | 2015 | 2017 | 2019 | 2020 | 2022 |